# John Leverett

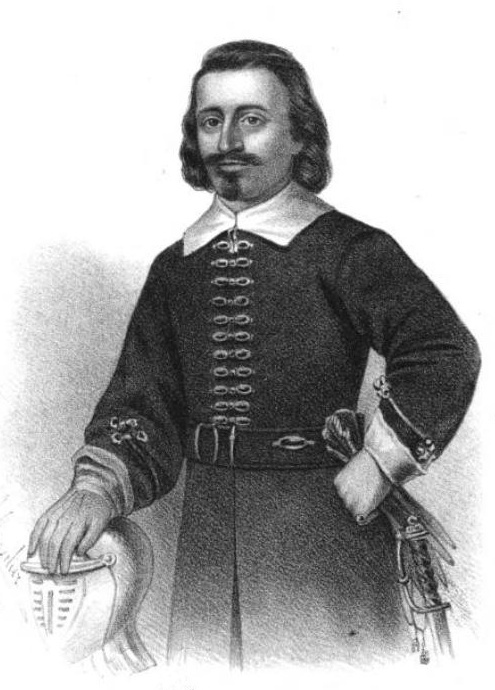
John Leverett

John Leverett (getauft am 7. Julijul. / 17. Juli 1616greg. in Boston, Lincolnshire; † 16. Märzjul. / 26. März 1679greg. in der Massachusetts Bay Colony) war ein englischer Magistrat der Kolonialregierung, Kaufmann, Soldat und Gouverneur der Massachusetts Bay Colony. Um 1640 ging er zurück nach England, um im Englischen Bürgerkrieg zu kämpfen.
Er war gegen die strenge puritanische religiöse Orthodoxie in den Kolonien und glaubte auch, dass sich die koloniale Regierung jenseits der Reichweite der Krone befinden würde. Dies war eine politisch selbstbewusste Haltung, die 1684 zum Widerruf der kolonialen Charta beigetragen hat. Seine geschäftlichen und militärischen Aktivitäten waren sowohl auf die Wirtschaft der Kolonien, als auch auf die des Königreichs England ausgerichtet. Das führte dazu, dass er als Führer der Kolonie von einigen kritisch gesehen wurde. Er war jedoch bei seinen Truppen beliebt und wurde zwischen 1673 und 1679 mehrfach zum Gouverneur der Kolonie gewählt. Er vertrat die Interessen der Kolonie während des King Philip’s Wars und erweiterte die Gebiete der Kolonie durch den Erwerb von Landansprüchen auf dem Gebiet des heutigen Maines.

## Leben
John Leverett wurde am 7. Juli 1616 in der Sankt-Botolph-Kirche in Boston, Lincolnshire getauft. Das Datum seiner Geburt ist nicht bekannt. Sein Vater Thomas Leverett war ein enger Mitarbeiter von John Cotton, einem englischen Geistlichen und Theologen, der einer der führenden Köpfe der ersten Puritanergeneration in Neuengland war. Seine Mutter war Anne Fisher. Über sie ist nur bekannt, dass sie 16 Kinder zur Welt gebracht hat.
Über die Jugend Leveretts ist weiter nichts bekannt, erst die Ankunft der Familie im Jahr 1633 in Neuengland ist dokumentiert. Nach der Ankunft in den Kolonien ließ sich die Familie in Boston nieder, und im Jahr 1639 heiratete John Leverett Hannah Hudson. Aus dieser Ehe gingen 1640 der Sohn Hudson John Leverett sowie später drei weitere Kinder hervor. Hannah Leverett starb im Jahr 1643. Anfang der 1630er Jahre war sein Vater Thomas Leverett Mitglied im Ältestenrat (Alderman) von Boston und hatte in Partnerschaft mit John Beauchamp vom Plymouth Council for New England einen heute unter der Bezeichnung Waldo Patent bekannten Eigentumstitel für Land im heutigen Bundesstaat Maine erworben. John Leverett wurde im Jahr 1640 zum freeman und erhielt dadurch unter anderem das Wahlrecht zugesprochen.
Im Jahr 1639 trat er der Ancient and Honorable Artillery Company of Massachusetts bei. Die Artillerie-Gesellschaft war eine zentrale Einrichtung für Leute, die mit der Orthodoxie der puritanischen Führer der Kolonie nicht einverstanden waren. Viele ihrer führenden Mitglieder – unter ihnen auch Leverett – widersetzten sich den kolonialen Vorstößen gegen religiöse Dissidenten. Leverett war in den Jahren 1652, 1663 und 1670 Kommandeur der Gesellschaft. In den Jahren 1663 und 1666 war er zudem Generalmajor der Kolonie. Zugleich war er als Kaufmann tätig; unter anderem führte er mit Edward Gibbons spekulative Geschäfte durch, bei denen er oft viel Glück hatte. Seine Aktivitäten als Kaufmann und militärischer Führer führten auch zu Interessenskonflikten. So intervenierte Gibbons in den 1640er Jahren bei Gouverneur John Winthrop, um Freiwilligen aus Massachusetts zu gestatten, dem französischen Gouverneur von Akadien Charles de Saint-Étienne de la Tour im Krieg um Akadien zu unterstützen. Gibbons hatte dafür mit dem Gouverneur von Akadien Handelsprivilegien ausgehandelt.:139

## Englischer Bürgerkrieg
Um 1644 reiste Leverett nach England, wo er auf Seiten der Roundhead für Oliver Cromwell im Englischen Bürgerkrieg kämpfte. In der Kavallerie von Thomas Rainsborough hatte er ein militärisches Kommando inne und diente dort mit Auszeichnung.
Er kehrte 1645 nach Massachusetts zurück und heiratete 1647 die Tochter von Robert Sedgwick, Sarah Sedgwick. Mit ihr hatte er 14 Kinder, von denen sechs Mädchen und ein Sohn das Erwachsenenalter erreichten.
In seiner Zeit in England reifte in ihm die Überzeugung auf größere religiöse Toleranz. Er verfolgte die Idee politisch, oft angesichts der Opposition der konservativen puritanischen Führung von Massachusetts, die sich religiösen Ansichten widersetzte, die nicht mit ihren engen Überzeugungen übereinstimmten.:116
Er widersetzte sich konkret der Cambridge Platform, die die Orthodoxie der neuenglischen Kirche beschrieb und lehnte die Bestrafung von Personen, die sich damit nicht konform zeigten, ab, als er als Abgeordneter im Massachusetts General Court saß. John Winthrop schrieb über die Synode von 1648 und stellte fest, dass diejenigen, die kürzlich aus England kamen, stark gegen ihre Resolutionen waren.:116

## Politik
Nachdem Leverett 1640 in den Stand eines freeman aufgenommen worden war, wurde er auch in der Politik von Massachusetts aktiv. Gemeinsam mit Edward Hutchinson ging er mit einer diplomatischen Mission zu den Narraganset, um mit ihrem Sachem Miantonomo zu verhandeln. Es ging um das Gerücht, dass sich alle Indianerstämme der Umgebung dazu verschworen hätten, gegen die englischen Kolonisten Krieg zu führen. Miantonomo ging daraufhin nach Boston und überzeugte Gouverneur Winthrop, dass die Gerüchte, die sie gehört hatten, keine Grundlage hatten. Leverett führte auch später diplomatische Missionen für die Kolonialverwaltung durch. In den 1650er und 1660er Jahren diente er fünfmal als Abgeordneter im General Court.
Leverett war ein populärer Führer der Kolonialmiliz, was zu einer ungewöhnlichen Situation führte, die durch die Milizgesetze der Kolonie verursacht wurde. Die Kolonie hatte beschlossen, die Stärke ihrer Milizen zu begrenzen und beschränkte daher die Anzahl ihrer Offiziere auf nur noch eine Führungsposition. Im Jahr 1652 war Leverett Captain der Kompanie des Suffolk Countys von Massachusetts und wurde gleichzeitig zum Captain einer Bostoner Infanterieeinheit sowie einer Artillerieeinheit von Massachusetts gewählt. Da ihm eine Ausnahmeregelung durch die Regierung verwehrt wurde, musste er die Führung der Bostoner Infanterie aufgeben. Er durfte jedoch die Führung der Artilleriekompanie beibehalten, da die Kompanie von den Vorschriften über die Milizen befreit war.:92

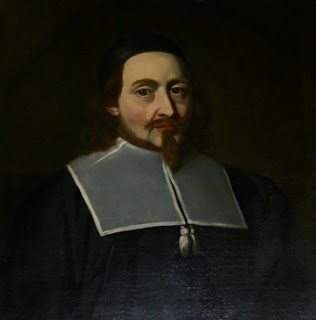
Gouverneur John Endecott

Gouverneur John Endecott entsandte im Jahr 1652 eine Vermessungsgesellschaft, um die nördliche Grenze der Kolonie neu zu bestimmen. Der neue Verlauf wurde durch eine Charta vorgegeben und befand sich 4,8 Kilometer nördlich des Merrimack Rivers. Die Gesellschaft bestimmte die nördliche Grenze des Merrimack jedoch fälschlich in der Nähe des Lake Winnipesaukee in New Hampshire. Eine Ost-West-Grenze auf diesem Breitengrad bedeutete, dass eine Reihe kleinerer Siedlungen im heutigen südlichen Maine zu Massachusetts gehörte. Leverett wurde von Endecott als einer von mehreren Beauftragten zu den Siedlern geschickt, um die Eingliederung in die Kolonie zu verhandeln. Diese Verhandlungen führten zur Bildung des heute nicht mehr existenten York County. In der Folge investierte Leverett in Grundstücke in Maine, zusätzlich zu den Ländereien, die er von seinem Vater geerbt hatte.
Im Jahr 1655 wurde er als Agent der Massachusetts-Kolonie nach England entsandt. Es ist unklar, ob er angesichts der Überschneidung mit seiner Regierungsaufgabe in Akadien nach England ging, doch er diente bis 1662 in dieser Eigenschaft dort.
Während der 1650er Jahre, als Cromwell das Amt des Lordprotektors bekleidete, profitierten die Kolonien von den Beziehungen, die Leverett zu Cromwell während der Zeit des Bürgerkriegs aufgebaut hatte. Cromwell verzichtete darauf, die Navigationsakten gegen die Kaufleute der Kolonien durchzusetzen. Auch reagierte Cromwell nicht auf die Beschwerden über die repressive Taktik der Kolonien gegen religiöse Nonkonformisten. Letzteres geschah aufgrund von Leveretts persönlicher Opposition gegen die extreme Haltung der Kolonie gegenüber der Religion.

## Militärherrschaft über Akadien
1651 traten England und die Niederlande in den Englisch-Niederländischen Krieg ein. Diese Nachrichten erreichten Neuengland im Jahr 1652. Gerüchte kamen auf, dass sich die Holländer aus Nieuw Amsterdam mit den Indianern der Umgebung vereinigt hätten, um Krieg gegen die englischen Kolonien zu führen. John Leverett und Robert Sedgwick sahen in der Ausschaltung der Holländer als Konkurrenten einen Nutzen für ihre eigenen Handelsgeschäfte und warteten daher auf militärische Aktionen gegen Nieuw Amsterdam. Andere wie Simon Bradstreet sprachen sich gegen militärische Aktionen aus. Petrus Stuyvesant, Generaldirektor der Niederländischen Westindien-Kompanie, lud eine Delegation aus den Neuengland-Kolonien nach Nieuw Amsterdam ein, um die Angelegenheit zu diskutieren. Leverett war einer der im Jahr 1653 entsendeten Kommissare und kümmerte sich sorgfältig um die Interessen der Kolonien. Die New Haven Colony ersuchte die Regierung des Commonwealth unter Oliver Cromwell um Unterstützung gegen die niederländische Bedrohung, wobei sie Leverett unterstützte, als er 1653 mit Sedgwick nach England ging, um die Interessen der Kolonien im zu erwartenden Krieg zu wahren.:130

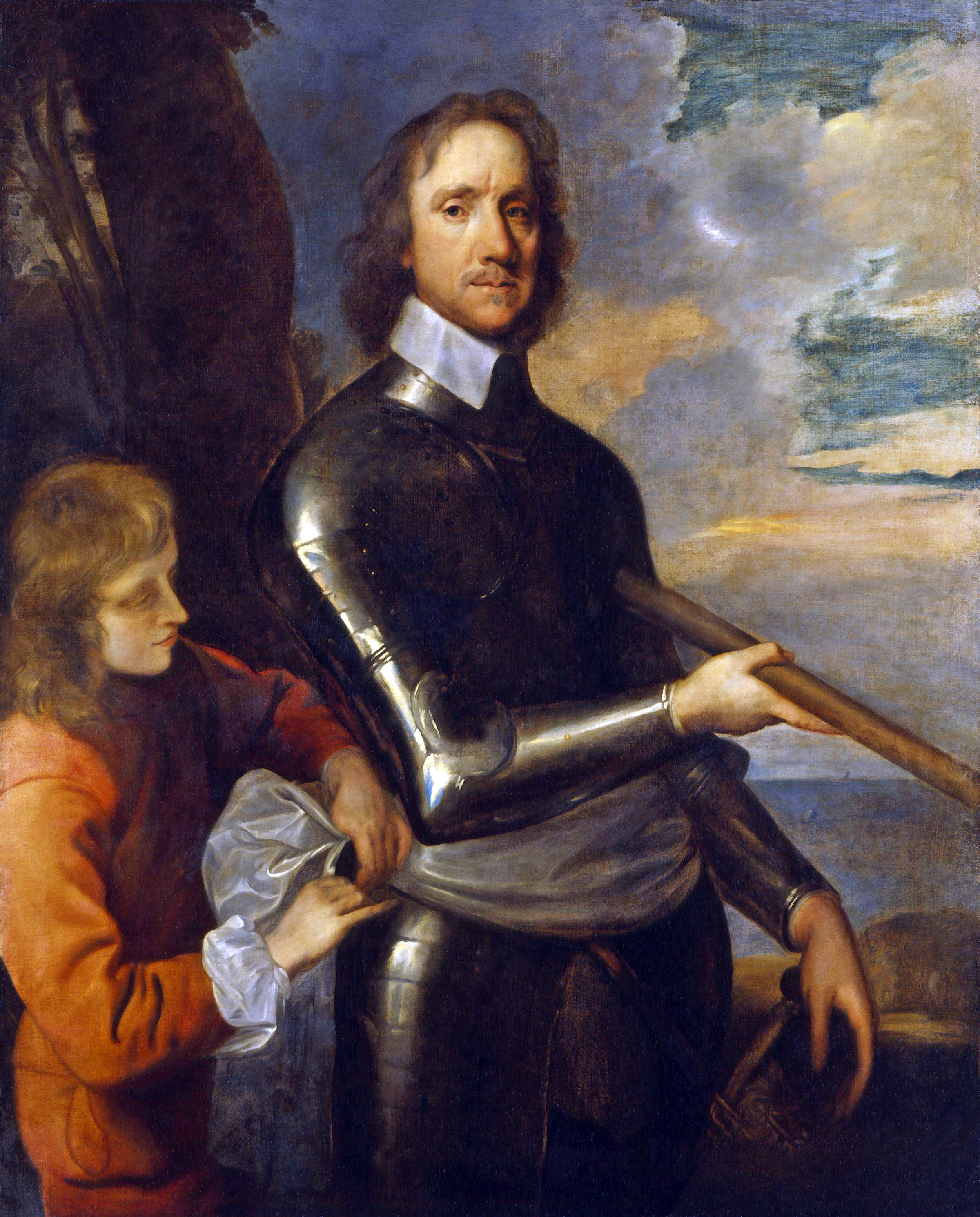
Oliver Cromwell

Cromwell antwortete, indem er Sedgwick ein Kommando als militärischem Befehlshaber an der Küste Neuenglands übertrug und ihn gemeinsam mit Leverett sowie einigen Schiffen und Truppen zurückschickte, um in den Krieg mit den Holländern zu ziehen. Die Streitkraft sollte nach ihrer Ankunft durch 500 Kolonialisten unter Leveretts Befehl ergänzt werden. Als im Jahr 1654 die neuenglischen Truppen aufgestellt waren, war bereits Frieden zwischen Engländern und Niederländern geschlossen worden. Sedgwick nutzte daraufhin seine Ernennung und führte statt gegen die Niederländer nun Krieg gegen die Franzosen im benachbarten Akadien. Im Jahr 1654 eroberte er die wichtigsten Häfen von Akadien: Port Royal und Fort Pentagouet. Sedgwick übergab das militärische Kommando über die Provinz an Leverett, der drei Jahre lang Gouverneur von Akadien war und im Mai 1957 die Provinz an Sir Thomas Temple übergab.
Während dieser Zeit erzwangen Leverett und Sedgwick ein virtuelles Handelsmonopol für das französische Akadien zu ihren Gunsten, was in den Kolonien dazu führte, dass Leverett als räuberischer Opportunist betrachtet wurde.:141 ff
Leverett finanzierte einen Großteil der Kosten für die Besetzung selbst und stellte später eine Petition an Cromwells Regierung um Erstattung. Obwohl Cromwell die Zahlung genehmigte, machte er sie abhängig davon, dass die Kolonie eine Prüfung von Leveretts Finanzen durchführte, die aber nie stattfand.:141 Leverett forderte folglich noch im Jahr 1660 – nach der Stuart-Restauration – eine Entschädigung.

## Militärkommando und Gouverneursamt
Von 1663 bis 1673 hatte Leverett den Rang eines Generalmajors der Miliz von Massachusetts inne. Zudem wurde er wiederholt in den General Court oder das Council of Assistants gewählt. Während dieser Zeit war er für die Stärke der Bostoner Verteidigung verantwortlich. Er wurde auch wieder in die kolonialen Siedlungen von New Hampshire und Süd-Maine entsandt, wo einige Kolonisten gegen die Herrschaft Massachusetts agitierten und er verhaftete dort Kolonialbeamte.
Nach der Restauration die durch Karl II. erfolgten, kamen alle englischen Kolonien unter die Kontrolle des Königs. 1665 schickte Karl II. vier Kommissare nach Massachusetts. Sie waren angewiesen, die Zustimmung der Kolonien zu den von Karl geforderten Bedingungen in einem Brief zu erlangen, den er 1662 an die Kolonialregierung geschickt hatte. In diesem Brief forderte er die Kolonien auf, tolerantere religiöse Gesetze zu erlassen und die Navigationsakten durchzusetzen.
Die Ankunft der Kommissare war für die Regierung der Kolonie von besonderer Bedeutung und Leverett wurde in ein Komitee berufen, um eine Petition an den König zu erarbeiten, die den Rückruf der Kommission forderte. Das von ihnen entworfene Dokument kennzeichnete die Kommissare als „agents of evil sent to Massachusetts to subvert its charter and destroy its independence.“ („Agenten des Bösen, die nach Massachusetts geschickt wurden, um ihre Charta zu untergraben und ihre Unabhängigkeit zu zerstören“)

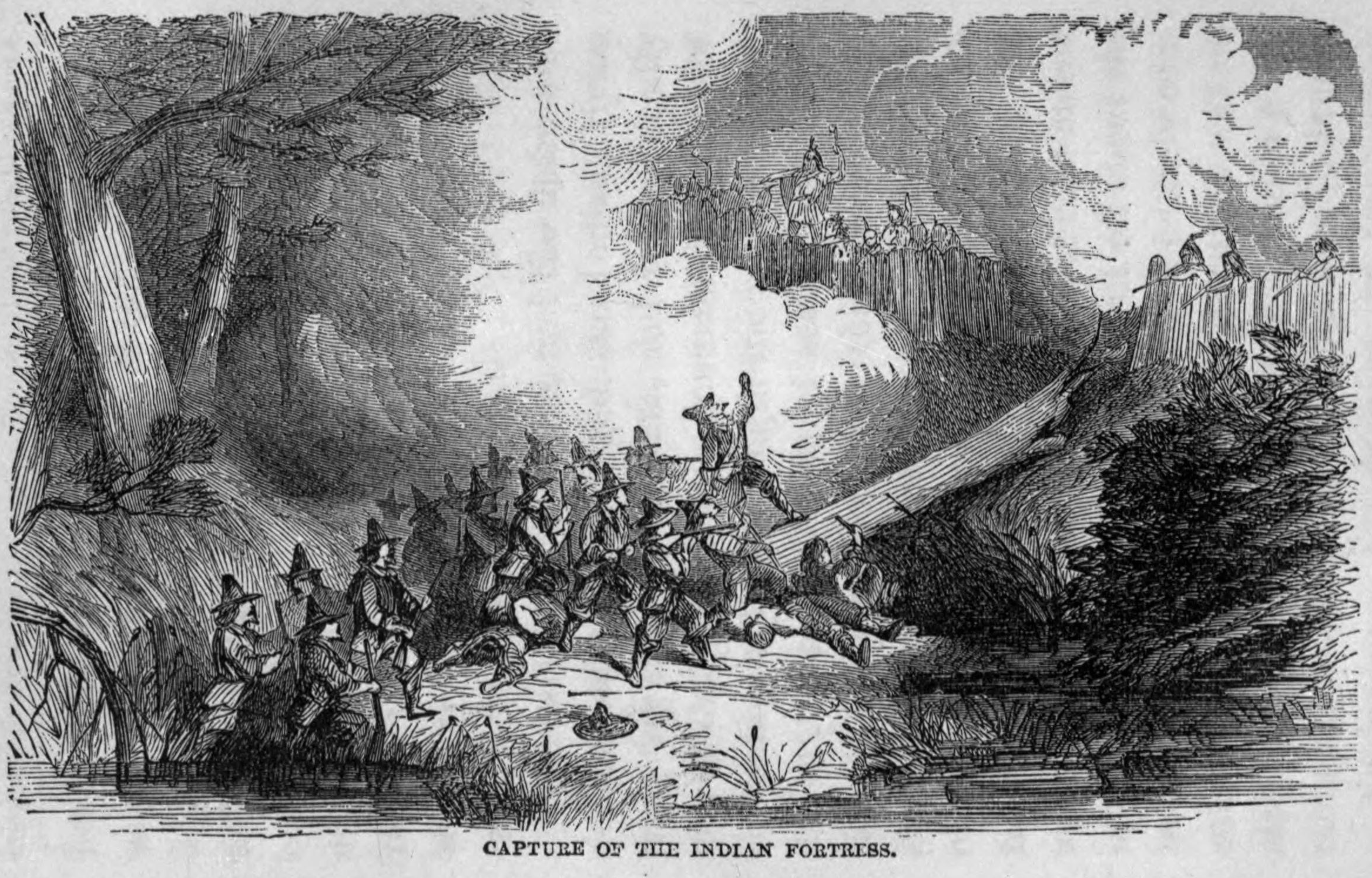
Gravur, die die Eroberung von Fort Wampanoag am Mount Hope im Jahre 1675 während des King Philip’s Wars zeigt

Leverett arbeitete von 1671 bis 1672 als Stellvertretender Gouverneur unter Richard Bellingham und wurde nach dem Tod von Bellingham Gouverneur. Seine Amtszeit als Gouverneur fiel in die Zeit des King Philip’s War und unter die steigenden Bedrohungen der kolonialen Charta, die im Jahre 1684 in ihren Widerruf gipfelten.
Die Kolonien verärgerte den König, indem sie die Ansprüche von Sir Ferdinando Gorges an Teilen von Maine im Jahre 1677 aufkauften, ein Gebiet, das Charles für seinen Sohn, den Herzog von Monmouth vorgesehen hatte.
Edward Randolph wurde von Karl in die Neuenglischen Kolonien entsandt, um über die Neuenglandkolonien zu berichten. Er berichtete im Jahr 1676, dass Leverett glaubte, dass die Kolonie jenseits der Reichweite der Krone sei: „He freely declared to me that the laws made by your Majesty and your Parliament obligeth them in nothing but what consists with the interest of that colony“. („Er erklärte mir frei, dass die Gesetze, die Eure Majestät und Euer Parlament von ihnen verlangen, sie zu nichts verpflichten außer was im Interesse dieser Kolonie besteht.“)
Obwohl Leverett religiöse Toleranz bevorzugt, gab es noch viele in der Kolonie, die nicht so dachten. Baptisten waren in der Lage öffentliche Gebete in Boston während seiner Amtszeit durchzuführen, aber er wurde auch durch Historiker der Quäker kritisiert für seine harten Anti-Quäker-Gesetze, die 1677 verabschiedet wurden.

## Tod und Vermächtniss
Leverett starb am 16. März 1679 im Amt an Komplikationen, die durch Nierensteine hervorgerufen worden waren. Sein Grab befindet sich auf dem King’s Chapel Burying Ground in Boston. Zu seinen Nachfahren gehören sein Enkel John, siebter Präsident des Harvard Colleges, Leverett Saltonstall Gouverneur von Massachusetts und Thomas Leverett Vermont Secretary of State. Leverett, Massachusetts wurde nach ihm benannt.
Cotton Mather schrieb über Leverett, dass er „one to whom the affections of the freemen were signalised his quick advances through the lesser stages of honor and office, unto the highest in the country; and one whose courage had been as much recommended by martial actions abroad in his younger years, as his wisdom and justice were now at home in his elder.“ (dt|einer, dem die Anforderungen des Freeman seine schnellen Fortschritte durch die kleineren Stufen der Ehre und des Amtes zu dem höchsten im Lande signalisierten und dessen Mut durch kriegerische Handlungen so sehr gestärkt worden war durch seine Erfahrungen im Ausland in seinen jüngeren Jahren, als seine Weisheit und Gerechtigkeit waren bei ihm zu Hause in seinem Älteren Jahren.)